# راول بورتولتو
راول بورتولتو (به ایتالیایی: Raoul Bortoletto) بازیکن فوتبال اهل ایتالیا است که از سال ۱۹۵۳ میلادی عضو تیم ملی فوتبال ایتالیا بوده و در ۱ بازی ملی حضور داشته‌است. او در بازی‌های ملی‌اش گلی به ثمر نرساند.
راول بورتولتو آخرین بازی ملی خود را در سال ۱۹۵۳ میلادی انجام داد.